# 天使湾 (撒丁岛)

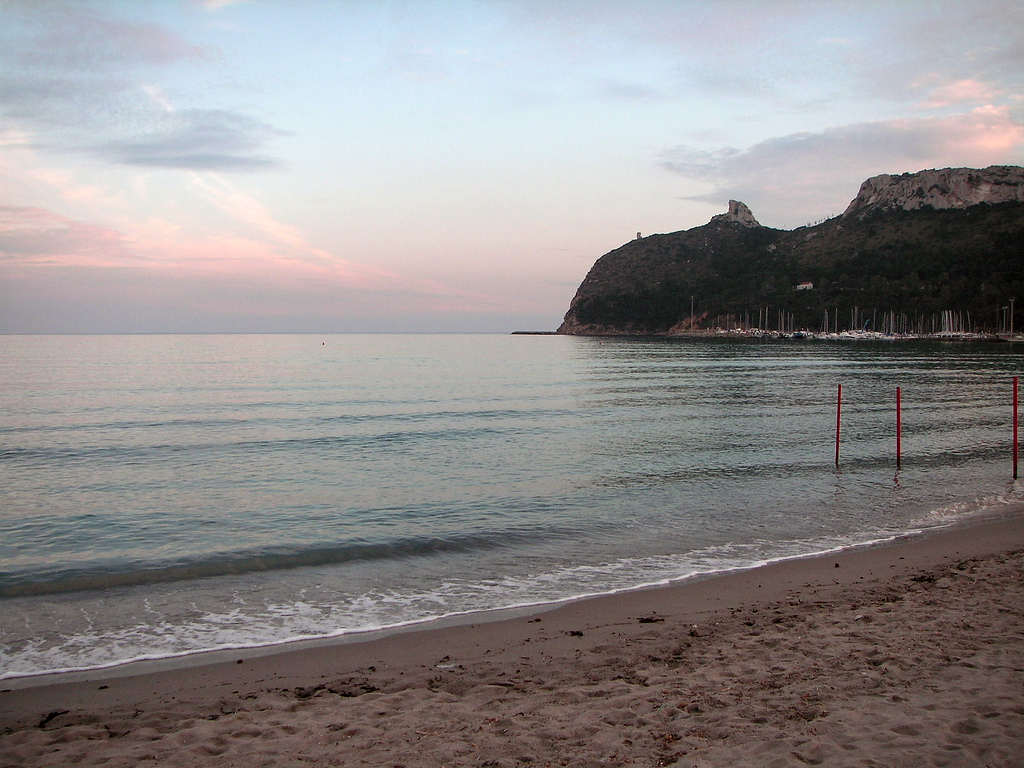

天使湾（義大利語：Golfo degli Angeli）又名卡利亚里湾（義大利語：Golfo di Cagliari）是意大利撒丁岛南部的一个大型海湾，面向第勒尼安海。沿岸一部分为沙质海岸，一部分为岩石海岸，包括少数几个港口。在海湾中部是撒丁大区的首府和重要的港口卡利亚里。
最著名的海滩是卡利亚里附近的Poetto海滩。
39°06′N 9°12′E / 39.100°N 9.200°E